# Brigitte Petersen
Brigitte Petersen (* um 1954) ist eine deutsche Tierhygienikerin, Gesundheitswissenschaftlerin und Professorin i. R. Sie leitete die Abteilung für präventives Gesundheitsmanagement seit ihrer Gründung 1991 an der Rheinischen Friedrich-Wilhelms-Universität Bonn.

## Leben
Petersen absolvierte von 1973 bis 1977 ein Studium der Agrarwissenschaften, Fachrichtung Tierwissenschaften, an der Rheinischen Friedrich-Wilhelms-Universität Bonn, das sie mit einem Diplom abschloss. Sie promovierte 1980 und habilitierte sich 1985 jeweils im Fach Tierhygiene.

## Auszeichnungen
Petersen war Siegerin in der Kategorie „Medizin/Naturwissenschaften“ bei dem von der Zeitschrift Unicum ausgerichteten Wettbewerb „Professoren des Jahres 2014“.

## Veröffentlichungen (Auswahl)
- B. Petersen, M. Nüssel (Hrsg.): Qualitätsmanagement in der Agrar- und Ernährungswirtschaft. Symposion Publishing, Gießen 2013, ISBN 978-3-86329-444-1
- B. Petersen, M. Nüssel, M. Hamer: Quality and risk management in agri-food chains. Wageningen Academic Publishers, Wageningen 2014, ISBN 978-90-8686-236-8, doi:10.3920/978-90-8686-789-9.
- V. Raab, B. Petersen und J. Kreyenschmidt: Temperature monitoring in meat supply chains. In: British Food Journal. Band 113, Nr. 10, 2011, S. 1267–1289